# Sidney van den Bergh
Sidney van den Bergh (* 20. Mai 1929 in Wassenaar in den Niederlanden) ist ein kanadischer Astronom.
Van den Bergh studierte an der Universität Leiden und der Princeton University, wo er den Bachelorgrad erwarb. Den Master erwarb er an der Ohio State University und den Doktorgrad 1956 an der Universität Göttingen. Nach zwei weiteren Jahren an der Ohio State University war er 19 Jahre an der University of Toronto. Seit 1978 war er am Dominion Astrophysical Observatory in Victoria, das er bis 1986 als Direktor leitete und dem er auch nach seiner Emeritierung 1998 verbunden blieb.
Van den Bergh trug zu vielen Gebieten der beobachtenden Astronomie bei. Am David Dunlap Observatory der University of Toronto führte er das DDO-Klassifikationsschema ein, indem er die Galaxien in Leuchtkraftklassen von I bis V einteilte: I = Überriesen-Galaxien, II = helle Riesengalaxien, III = Riesengalaxien, IV = Unterriesen und V = Zwerggalaxien. Er war ein wichtiger Teilnehmer an den Diskussionen der 1970er bis 1990er Jahre über den korrekten Wert der Hubble-Konstanten.
Den Gruber-Preis erhielt er insbesondere für die genaue Bestimmung des Abstands zur nächsten Galaxie, der Andromedagalaxie, und damit der ersten Stufe der „Leiter“ kosmischer Entfernungen, was für die Bestimmung der Hubble-Konstante wichtig ist. Außerdem fand er, dass die Sterne im Randbereich von Andromeda so alt waren, dass sie aus der Verschmelzung mit anderen Galaxien in der Vergangenheit stammen mussten.

## Ehrungen
- 1990 Henry Norris Russell Lectureship
- 1991 Der Asteroid 4230 Van den Bergh wurde nach ihm benannt.
- 1999 Petrie Prize Lecture
- 2008 Bruce Medal
- 2014 Gruber-Preis für Kosmologie